# لی چینگ (ورزشکار)
لی چینگ (انگلیسی: Li Qing؛ زادهٔ ۱ دسامبر ۱۹۷۲) ورزشکار شیرجه اهل چین است.
وی در مسابقات کشوری و بین‌المللی در مجموع برندهٔ ۱ مدال نقره شده‌است.